# Резолюция 71 на Съвета за сигурност на ООН
Резолюция 71 на Съвета за сигурност на ООН, приета с мнозинство на 27 юли 1949 г., препоръчва на Общото събрание на ООН, в съответствие с чл. 93 от Хартата на ООН, да определи условията, при които Княжество Лихтенщайн може да стане страна по Статута на Междунариодния съд.
Резолюцията препоръчва на Общото събрание Княжество Лихтенщайн да бъде прието за страна по Статута на Международния съд, след като депозира пред генералния секретар на ООН акт, подписан от името на правителството на княжеството и ратифициран съгласно основния закон на страната, който акт да съдържа:

А) приемане на постановленията в Статута на Международния съд;

Б) приемане на всички задължения на член на Организацията на обединените нации, произтичащи от член 94 от Хартата на ООН;

В) поемане на задължението да покрива част от разходите на Съда, размерът на която част ще се определя периодично от Общото събрание на ООН след консултации с правителството на Лихтенщайн.
Резолюция 71 е приета с мнозинство от 9 гласа, като двама от членовете на Съвета за сигурност — Украинската ССР и Съветският съюз — гласуват въздържали се..